# 普耶 (卢瓦-谢尔省)
普耶（法語：Pouillé，法語發音：[puje]）是法国卢瓦-谢尔省的一个市镇，位于该省西南部，属于罗莫朗坦-朗特奈区。

## 地理
普耶（47°19'5"N, 1°17'17"E）面积18.03 平方千米，位于法国中央-卢瓦尔河谷大区卢瓦-谢尔省，该省份为法国中北部省份，北起厄尔-卢瓦省，东北接卢瓦雷省，东南接谢尔省，南至安德尔省，西南接安德尔-卢瓦尔省，西北接萨尔特省。
与普耶接壤的市镇（或旧市镇、城区）包括：塞雷拉龙德、昂热、谢尔河畔马勒伊、谢尔河畔蒙图、泰塞。

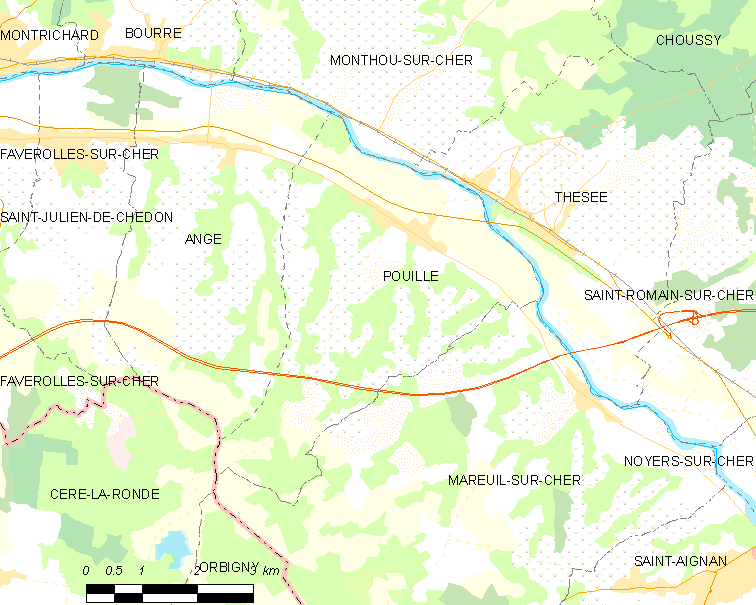
的OSM定位图

普耶的时区为UTC+01:00、UTC+02:00（夏令时）。

## 行政
普耶的邮政编码为41110，INSEE市镇编码为41181。

## 政治
普耶所属的省级选区为圣艾尼昂县。

## 人口

1962-2008年间人口变化图示

普耶于2022年1月1日时的人口数量为786人。